# 東福門院和子の涙
『東福門院和子の涙』（とうふくもんいんまさこのなみだ）は、宮尾登美子による日本の時代小説。
『家庭画報』（世界文化社）にて1990年4月号から1993年3月号まで連載され、加筆を経て1993年4月に講談社で刊行された。1996年9月に講談社文庫が刊行（上下に改版、2016年2月）。

## あらすじ
徳川二代将軍・秀忠の末娘・和子（まさこ）は、武家から朝廷へ嫁いだ初めての女性だった。
「幸運の姫君」と称えられる傍らで、彼女は朝廷の冷たい仕打ちに耐え忍び、心から笑った日はなかった。
和子が8歳の頃から、16歳で朝廷へ嫁ぎ、72歳で崩御するまで仕え続けた今大路ゆきが語り手となり和子の生涯が語られる。

## 登場人物
徳川和子（とくがわ まさこ）→東福門院和子（とうふくもんいん まさこ）
本作の主人公。お江与と秀忠の末っ子、第八子。大変な難産の末に産まれた。生来より天真爛漫な気質で、不思議と周りをも明るくしてしまう性格。
幼い頃より「朝廷へ嫁ぐ」ことを念頭に育てられ、大御所・家康の死と先帝・後陽成上皇の死が相次いだことや、およつご寮人が既に二子をもうけていたことが問題となり、婚儀は延期されたものの、16歳で京へ。後水尾天皇付きの典侍らにより、寝所への招きを伝えられないなど嫌がらせを受け、入内から2年以上経って初めて寝所を共にした。後水尾天皇が和子より年上の多数の女御たちと床を共にする中、わずか28歳でお褥下がりとなるなど、後水尾天皇を取り巻くほかの女人の存在に悩み続けたが、一切弱音を吐かなかった。一の宮・興子内親王のほか、7人の子をもうけた。
今大路 ゆき（いまおおじ ゆき）
本作の語り手。慶長19年、12歳の頃に部屋子として江戸城へ上がり、以後和子に仕える。父親が将軍家医官の今大路道三で、お江与が和子を出産する際の医師の一人で、その縁で奉公することになった。
お江与の方
和子の母。二代将軍・秀忠の正室。お市の方を母に持ち、乱世を生き抜いた強い女性。秀忠とは仲睦まじく添い遂げた。
後水尾天皇（ごみずのおてんのう）
後陽成天皇の三の宮。兄2人が仏門へ入れられたため、108代天皇として即位する。乳児の頃、陰陽頭の占いで、歴代の天皇の中でも一際光り輝く星を頭に戴いていると予言された。凛々しい顔立ちに、逞しい骨格の男子。
中和門院（ちゅうかもんいん）（前子姫）
後水尾天皇の生母。後陽成天皇との間に3人の子をもうけ、22歳でお褥下がりをしてからは女御として仕えた。禁裏での和子の困窮をよく助けた。
およつご寮人（綾小路）
後水尾天皇の典侍。新上東門院に早くから仕え、祖母の御殿を度々訪れていた後水尾天皇に見初められたという。後水尾天皇の一の宮・賀茂宮と二の宮・梅宮を産むが、和子入内に先立ち、品行の乱れを正すという名目で禁裏追放処分を受けた。
興子内親王（おきこないしんのう）
後の明正天皇。和子が後水尾天皇との間にもうけた一の宮。紫衣事件と腫れ物治療のため、後水尾天皇が譲位を決意し、109代天皇として7歳で即位し、21歳まで務めた。
瓢局
お江与の乳母。「お身内ご大切」という心持をお江与や和子に伝えた。また、衣装に優れた好みを持ち四季折々の打掛を持っていた。